# Levina levina
Levina levina är en fjärilsart som beskrevs av Carl Plötz 1884. Levina levina ingår i släktet Levina och familjen tjockhuvuden. Inga underarter finns listade i Catalogue of Life.